# 伊坎尼特·潘亞
伊坎尼特·潘亞（1999年10月21日—），泰国足球运动员，現時被泰國甲組足球聯賽球隊巴吞聯外借到J2联赛球隊FC愛媛。

## 榮譽
清萊聯
- 泰國甲組足球聯賽冠軍 : 2019
- 泰國足總盃冠軍 : 2020–21

泰國U19
- 東南亞足協U-19青年錦標賽冠軍 : 2017[1]

泰國U23
- 東南亞運動會銀牌 : 2021

泰國國家隊
- 東盟足球錦標賽冠軍 : 2022

## 外部連結
- Ekanit Panya （页面存档备份，存于） at Soccerway